# Stari Ledinci
Stari Ledinci (cyr. Стари Лединци) – wieś w Serbii, w Wojwodinie, w okręgu południowobackim, w mieście Nowy Sad. W 2011 roku liczyła 934 mieszkańców.